# Echa Leśne
Echa Leśne – bezpłatny kwartalnik, magazyn przyjaciół lasu. Pismo wydawane w latach 1924–1939 (od 1935 r. jako tygodnik) przez Związek Zawodowy Leśników w Rzeczypospolitej Polskiej. Następnie wydawane przez Centrum Informacyjne Lasów Państwowych.
Pismo zostało wskrzeszone we wrześniu 1991 r. przez Naczelny Zarząd Lasów Państwowych. Opatrzono je wówczas podtytułem „miesięcznik przyrodniczo-kulturalny leśników”. Redaktorem naczelnym został Włodzimierz Helman. Od października 1992 r. kierowanie redakcją rozpoczął Sławomir Trzaskowski. Zmianie uległa także nazwa wydawcy – Naczelny Zarząd przemianowano na Dyrekcję Generalną Lasów Państwowych. Od 2000 r. wydawcą zostało Centrum Informacyjne Lasów Państwowych. 
Od roku 2011 redaktorem naczelnym był Artur Rutkowski. Od numeru 1/2022 zastąpił go na tym stanowisku Michał Gzowski, a od numeru 1/2024 – Agnieszka Sijka.